# Rajmund Klonowski
Rajmund Klonowski (lit. Raimund Klonovski; ur. 1987 w Wilnie) – litewski dziennikarz i publicysta narodowości polskiej, działacz społeczności polskiej na Litwie, honorowy prezes Wileńskiej Młodzieży Patriotycznej. Od 2018 roku redaktor Magazynu Kuriera Wileńskiego

## Życiorys
Rajmund Klonowski urodził się w 1987 roku w Wilnie. Pochodzi z rodziny od wielu pokoleń mieszkającej na Wileńszczyźnie. Jego dziadek Edward Klonowski w czasie II wojny światowej walczył w Armii Krajowej, jego ojciec Zygmunt Klonowski jest od lat wydawcą Kuriera Wileńskiego. Od 2002 roku Rajmund Klonowski związany jest z „Kurierem Wileńskim”, gdzie publikuje swoje teksty. W 2018 roku został redaktorem sobotniego magazynu „Kuriera Wileńskiego”. 
Od wielu lat działa w Związku Polaków na Litwie, w 2017 roku bez powodzenia ubiegał się o wybór na prezesa miejskiego oddziału ZPL w Wilnie. W 2012 roku był współinicjatorem powstania Wileńskiej Młodzieży Patriotycznej, którą przez długi czas kierował. Obecnie jest jej honorowym prezesem.
Przez pewien okres był związany z narodowcami, brał udział w Marszu Niepodległości. W wyborach w 2014 próbował bez powodzenia zarejestrować swoją kandydaturę do Parlamentu Europejskiego z listy narodowców polskich. W wyborach w 2015 roku ubiegał się o mandat radnego Wilna z listy AWPL. Rok później związał się ze Związkiem Wolności Litwy, gdzie wszedł w skład Polskiej Frakcji kierowanej przez jego ojca Zygmunta Klonowskiego. W tym samym okresie znalazł się wśród założycieli Klubu Gazety Polskiej w Wilnie. W wyborach w 2019 roku kandydował na mera i do rady miejskiej Wilna jako przedstawiciel polsko-litewskiego niepartyjnego komitetu społecznego „Lokys”. Ugrupowanie uzyskało wynik 0,44% w skali całego miasta. W kwietniu 2023 znalazł się wśród członków nowopowstałej inicjatywy pod nazwą Forum Wileńskie.
Na IX Zjeździe Federacji Mediów Polskich na Wschodzie w październiku 2022 roku został wybrany prezesem tej organizacji.